# Plouguenast
Plouguenast (bretonsko Plougonwaz) je naselje in občina v francoskem departmaju Côtes-d'Armor regije Bretanje. Leta 2006 je naselje imelo 1.785 prebivalcev.

## Geografija
Kraj leži v pokrajini Bretaniji ob reki Lié, 35 km južno od središča Saint-Brieuca.

## Uprava
Plouguenast je sedež istoimenskega kantona, v katerega so poleg njegove vključene še občine Gausson, Langast, Plémy in Plessala s 6.290 prebivalci.
Kanton Plouguenast je sestavni del okrožja Saint-Brieuc.